# Pseudonortonia bicarinata
Pseudonortonia bicarinata är en stekelart som beskrevs av Guichard 1986. Pseudonortonia bicarinata ingår i släktet Pseudonortonia och familjen Eumenidae. Inga underarter finns listade i Catalogue of Life.